# Andrena athenensis
Andrena athenensis är en biart som beskrevs av Warncke 1965. Andrena athenensis ingår i släktet sandbin, och familjen grävbin. Inga underarter finns listade i Catalogue of Life.